# 美式懸罪 (第三季)
《美式懸罪》第三季（American Crime Season 3）於2017年3月12日在ABC首播，由約翰·里德利開創。
2017年5月11日，ABC宣布取消本劇，故本季為系列最終季。

## 故事
故事背景發生在北卡羅萊納州阿拉曼斯郡，講述赫斯比農莊裡剝削勞工等勞工權益議題、富有但婚姻卻載浮載沉的科茨家之保姆權益以及社工凱瑪拉在輔導特殊受害者的同時，亦面臨到的自身生育問題。

## 製作

### 開發
2016年5月12日，ABC宣布續訂第3季，而故事背景將設定於北卡羅萊納州阿拉曼斯郡，並探討非法移民、非法勞工權利、性交易、藥物成癮、經濟鴻溝與個人生育權等議題。

### 選角
2016年6月20日，蕾吉娜·金恩為首位確定回歸第3季的演員，而她將飾演一名處於勞工問題、經濟鴻溝與個人權利之間的複雜人物。6月29日，宣布費莉希蒂·霍夫曼確定回歸第3季。7月8日，宣布理查·卡布萊將回歸第3季。7月25日，宣布提摩西·赫頓回歸第3季，並飾演一個努力保全家庭與財富的暗黑有錢人。8月1日，宣布莉莉·泰勒將回歸第3季。8月17日，宣布康納·傑斯普確定回歸第3季。8月22日，宣布貝尼托·馬丁尼茲將回歸第3季，並飾演一個找尋失蹤兒子的父親。9月20日，宣布黃金時段艾美獎得主雀莉·瓊斯加入第3季，飾演一個農業經營大家族的主人。9月29日，宣布《實習醫生》吳珊卓將於第3季客串演出，飾演一名經營家庭虐待受害者庇護所的社會工作者田中艾比。10月17日，宣布《白宮群英》珍諾·莫洛尼將飾演一個在多年的背叛後，試圖重獲家庭信任，生活在社會邊緣的單親媽媽芮琳。10月25日，宣布《阿努比斯公寓》安娜·莫佛伊-譚將加入本季飾演常規角色雪伊·瑞斯。10月27日，宣布《雅痞神探》提姆·德凱將飾演雀莉·瓊斯的家人。11月7日，宣布《傲骨賢妻》、《陰屍路》達拉斯·羅伯茲將飾演霍夫曼所飾演之珍妮特的丈夫卡森·赫斯比。11月17日，宣布法國裔美國演員米凱兒·X·比澤將飾演克萊兒與尼可拉斯的孩子的保姆蓋碧兒·杜蘭。2017年1月30日，宣布《關鍵少數》柯特·克勞斯將加入該季配角群飾演達斯汀。

### 拍攝
自本季起，本劇移師至加利福尼亞州洛杉磯拍攝。

## 人物

### 主要人物
| 演員            | 角色            | 介紹                                       | 登場 集數 |
| 費莉希蒂·霍夫曼 | 珍妮特·赫斯比   | 赫斯比農莊的媳婦。                         | 8         |
| 提摩西·赫頓     | 尼可拉斯·科茨   | 克萊兒的丈夫，富有的家具供應商。           | 5         |
| 莉莉·泰勒       | 克萊兒·科茨     | 尼可拉斯的妻子。                           | 5         |
| 理查·卡布萊     | 艾薩克·卡斯提歐 | 赫斯比農場工人頭目，向寇伊提供了工作機會。 | 5         |
| 康納·傑斯普     | 寇伊·漢森       | 一個飽受毒癮的年輕人。                     | 4         |
| 貝尼托·馬丁尼茲 | 路易斯·薩拉札   | 從墨西哥非法偷渡至美國，欲找尋失蹤的兒子。 | 4         |
| 蕾吉娜·金恩     | 凱瑪拉·沃特斯   | 專業的社會工作者，一心想要懷上孩子。       | 8         |

### 常設人物
| 演員                   | 角色              | 介紹                                                                     | 登場 集數 |
| 吳珊卓                 | 田中艾比          | 社工團體人員。                                                           | 4         |
| 米凱兒·X·比澤          | 蓋碧兒·杜里蘭     | 海地人，科茨家的保姆。                                                   | 5         |
| 肖恩·布萊克莫爾        | 雷吉·波拉德       | 凱瑪拉的舊情人。                                                         | 3         |
| 提姆·德凱              | JD·赫斯比         | 蘿莉·安的弟弟。                                                          | 6         |
| 雀莉·瓊斯              | 蘿莉·安·赫斯比    | 赫斯比農莊女主人，卡森的姐姐。                                           | 4         |
| 雷·賀瑞拉              | 艾佛瑞特·卡斯特洛 | 經營網路性交易網站。                                                     | 3         |
| 柯特·克勞斯            | 達斯汀·伊格斯     | 從事網路性交易的男孩。                                                   | 6         |
| 珍諾·莫洛尼            | 芮琳·布恩         | 珍妮特的妹妹，因丈夫離家出走而生活艱困，有過不良的紀錄。                 | 5         |
| 達拉斯·羅伯茲          | 卡森·赫斯比       | 珍妮特的丈夫，蘿莉·安的弟弟。                                            | 6         |
| 安娜·莫佛伊-譚         | 雪伊·瑞斯         | 年僅17歲的妓女，出身自不幸的單親家庭。在遇到凱瑪拉後，受到凱瑪拉的幫助。 | 7         |
| S·姿蓮·布洛克斯        | 亞曼達·麥凱       | 助理地區檢察官。                                                         | 4         |
| 克萊頓·卡德納斯        | 迪亞哥·卡斯提歐   | 赫斯比農場工人頭目，艾薩克的哥哥，經常欺壓勞工並性侵勞工。               | 4         |
| 歐馬·雷瓦              | 馬提亞斯          | 負責管理非法移民勞工的工頭。                                             | 2         |
| 安德魯·史蒂芬·赫南迪茲 | 提歐·薩拉札       | 路易斯的兒子，懷抱著美好的美國夢。                                       | 2         |
| 艾登·華勒斯            | 尼奇·科茨         | 尼可拉斯與克萊兒的兒子。                                                 | 5         |

## 集數
| 總集數 | 集數 （季） | 標題                                       | 導演            | 編劇                                 | 首播日期      | 美國收視人數 （百萬） |
| ------ | ----------- | ------------------------------------------ | --------------- | ------------------------------------ | ------------- | --------------------- |
| 22     | 1           | 第三季：第一集 Season Three: Episode One   | 金素英          | 約翰·里德利                          | 2017年3月12日 | 2.67                  |
| 23     | 2           | 第三季：第二集 Season Three: Episode Two   | 茱莉·賀伯特     | 約翰·里德利                          | 2017年3月19日 | 1.91                  |
| 24     | 3           | 第三季：第三集 Season Three: Episode Three | 薇多莉亞·馬霍尼 | 珍寧·莎琳娜絲·休恩伯格 莫伊斯·札莫拉 | 2017年3月26日 | 1.62                  |
| 25     | 4           | 第三季：第四集 Season Three: Episode Four  | 史蒂芙·格林     | 蘇奈·霍夫曼                          | 2017年4月2日  | 1.77                  |
| 26     | 5           | 第三季：第五集 Season Three: Episode Five  | 譚雅·漢彌頓     | 凱斯·赫夫                            | 2017年4月9日  | 1.74                  |
| 27     | 6           | 第三季：第六集 Season Three: Episode Six   | 拉姆齊·尼科爾   | 史蒂夫·哈珀                          | 2017年4月16日 | 1.83                  |
| 28     | 7           | 第三季：第七集 Season Three: Episode Seven | 約翰·克羅基達斯 | 柯克·A·摩爾                          | 2017年4月23日 | 1.81                  |
| 29     | 8           | 第三季：第八集 Season Three: Episode Eight | 虞琳敏          | 茱莉·賀伯特                          | 2017年4月30日 | 2.00                  |

## 評價
本季同樣獲得評論家的盛讚，評價更勝前兩季。於爛番茄整合的評論中，第3季獲得100%新鮮度、8.9/10分（27位評論家），該網站共識：「《美式懸罪》呈現一個充滿驚人啟示與故事引人注目、相互連結的獨特詩選劇集，情感化人類的評論而非倦怠地爭論當今議題」。於Metacritic整合的評論中，第3季獲得了90分（滿分100分；25位評論家），屬極佳的讚譽。〈新聞日報〉佛恩·蓋伊（Verne Gay）稱讚本季為“最佳電視節目中另一個輝煌、強大、動人的一季”。
評論家前十大電視節目排名
- No. 9　娛樂周刊
- No. 9　流行文化

## 收視
| 總集數 | 集數 | 標題               | 播出日期      | 收視／份額 （18–49歲） | 收視 （百萬） | DVR （18–49歲） | DVR收視 （百萬） | 加總 （18–49歲） | 總收視 （百萬） |
| ------ | ---- | ------------------ | ------------- | ---------------------- | ------------- | --------------- | ---------------- | ---------------- | --------------- |
| 22     | 1    | 第三季：第一集（Season Three: Episode One） | 2017年3月12日 | 0.5/2                  | 2.67          | 0.5             | 1.88             | 1.0              | 4.55            |
| 23     | 2    | 第三季：第二集（Season Three: Episode Two） | 2017年3月19日 | 0.4/2                  | 1.91          | 0.4             | 1.65             | 0.8              | 3.56            |
| 24     | 3    | 第三季：第三集（Season Three: Episode Three） | 2017年3月26日 | 0.3/1                  | 1.62          | 0.4             | 1.41             | 0.7              | 3.03            |
| 25     | 4    | 第三季：第四集（Season Three: Episode Four） | 2017年4月2日  | 0.4/1                  | 1.77          | 0.3             | 1.23             | 0.7              | 3.00            |
| 26     | 5    | 第三季：第五集（Season Three: Episode Five） | 2017年4月9日  | 0.4/2                  | 1.74          | 0.3             | 1.22             | 0.7              | 2.96            |
| 27     | 6    | 第三季：第六集（Season Three: Episode Six） | 2017年4月16日 | 0.4/2                  | 1.83          | 0.3             | 1.21             | 0.7              | 3.03            |
| 28     | 7    | 第三季：第七集（Season Three: Episode Seven） | 2017年4月23日 | 0.3/1                  | 1.81          | 0.3             | 1.22             | 0.6              | 3.03            |
| 29     | 8    | 第三季：第八集（Season Three: Episode Eight） | 2017年4月30日 | 0.4/2                  | 2.00          | TBA             | TBA              | TBA              | TBA             |
| 平均   | 平均 | 平均               | 平均          | 0.4                    | 1.93          | 0.3             | 1.39             | 0.7              | 3.33            |

## 獎項
| 年度 | 大獎                   | 獎項                                     | 入圍者                                      | 結果 |
| ---- | ---------------------- | ---------------------------------------- | ------------------------------------------- | ---- |
| 2017 | 黃金預告片獎           | 最佳紀錄片／實境電視系列海報獎           | 最佳紀錄片／實境電視系列海報獎              | 提名 |
| 2017 | 皮博迪獎               | 娛樂類                                   | 娛樂類                                      | 提名 |
| 2017 | 黑膠卷電視獎           | 最佳電視電影／有限劇集獎                 | 最佳電視電影／有限劇集獎                    | 提名 |
| 2017 | 黑膠卷電視獎           | 電視電影／有限劇集最佳女配角獎           | 蕾吉娜·金恩                                 | 獲獎 |
| 2017 | 黑膠卷電視獎           | 電視電影／有限劇集最佳導演獎             | 譚雅·漢彌頓（集數：「第三季：第五集」）     | 提名 |
| 2017 | 黑膠卷電視獎           | 電視電影／有限劇集最佳導演獎             | 薇多莉亞·馬霍尼（集數：「第三季：第三集」） | 提名 |
| 2017 | 黑膠卷電視獎           | 電視電影／有限劇集最佳編劇獎             | 約翰·里德利（集數：「第三季：第一集」）     | 提名 |
| 2017 | 黑膠卷電視獎           | 電視電影／有限劇集最佳編劇獎             | 柯克·A·摩爾（集數：「第三季：第七集」）     | 提名 |
| 2017 | 形象獎                 | 最佳黃金時段節目獎－特輯及電視電影類     | 最佳黃金時段節目獎－特輯及電視電影類        | 獲獎 |
| 2017 | 洛基獎                 | 最佳劇情類影集獎：英語                   | 最佳劇情類影集獎：英語                      | 獲獎 |
| 2017 | 洛基獎                 | 年度節目統籌獎                           | 約翰·里德利                                 | 獲獎 |
| 2017 | 在線電影與電視協會獎   | 電視電影及有限劇集最佳女演員獎           | 費莉希蒂·霍夫曼                             | 提名 |
| 2017 | 在線電影與電視協會獎   | 電視電影及有限劇集最佳女配角獎           | 蕾吉娜·金恩                                 | 提名 |
| 2017 | 在線電影與電視協會獎   | 電視電影及有限劇集最佳整體演出獎         | 電視電影及有限劇集最佳整體演出獎            | 提名 |
| 2017 | 黃金時段艾美獎         | 最佳有限劇集及電視電影女主角獎           | 費莉希蒂·霍夫曼                             | 提名 |
| 2017 | 黃金時段艾美獎         | 最佳有限劇集及電視電影女配角獎           | 蕾吉娜·金恩                                 | 提名 |
| 2018 | 評論家選擇電視獎       | 電視電影或有限劇集最佳男配角獎           | 貝尼托·馬丁尼茲                             | 提名 |
| 2018 | 評論家選擇電視獎       | 電視電影或有限劇集最佳女配角獎           | 蕾吉娜·金恩                                 | 提名 |
| 2018 | 有色人種促進協會形象獎 | 電視電影、有限劇集及戲劇特輯最佳女演員獎 | 蕾吉娜·金恩                                 | 提名 |
| 2018 | 衛星獎                 | 最佳影集、迷你劇及電視電影女配角獎       | 蕾吉娜·金恩                                 | 提名 |
| 2018 | Cine Awards            | 最佳迷你劇集及有限劇集獎                 | 最佳迷你劇集及有限劇集獎                    | 提名 |
| 2018 | Cine Awards            | 最佳迷你劇集及有限劇集女配角獎           | 費莉希蒂·霍夫曼                             | 提名 |
| 2018 | Cine Awards            | 最佳迷你劇集及有限劇集女配角獎           | 莉莉·泰勒                                   | 提名 |
| 2018 | Cine Awards            | 最佳迷你劇集及有限劇集女配角獎           | 蕾吉娜·金恩                                 | 提名 |
| 2018 | 青年演藝人獎           | 最佳客串青年女演員獎－電視影集           | 凱特琳·迪亞斯                               | 提名 |

## 海外播出
FOX Crime在2017年5月25日至7月13日間，逢星期四晚間10點30分於亞洲區首播。

## 外部連結
- 官方网站（英文）
- 《《美式懸罪》》各集列表 来自互联网电影数据库